# 東福克鎮區 (阿肯色州福克納縣)
東福克鎮區（英語：East Fork Township）是位於美國阿肯色州福克納縣的一個行政鎮區。

## 地方資料
東福克鎮區的面積為42.12平方千米，當中陸地面積為42.09平方千米，而水域面積為0.03平方千米。根據2010年美國人口普查的數據，當地共有人口2203人，而人口密度為每平方千米52.3人。